# Église San Lorenzo in Miranda
Pour les articles homonymes, voir Église San Lorenzo.
L'église Saint-Laurent-à-Miranda (en italien chiesa di San Lorenzo in Miranda) est une église romaine édifiée dans l'ancien temple d'Antonin et Faustine situé sur le Forum Romain, dans le rione de Campitelli. Elle est dédiée au martyr romain Laurent de Rome.

## Historique
L'église est construite dans les vestiges du temple d'Antonin et Faustine datant de 141. Elle pourrait avoir été construite dès le VIIe siècle, mais, de façon certaine, elle est mentionnée au XIe siècle par différentes sources dont le texte latin Mirabilia Urbis Romae. Le nom de in Miranda proviendrait soit du verbe mirari qui signifie « contempler avec admiration », du fait de sa situation dominante sur le forum romanum, soit du nom d'une bienfaitrice.
Par décret (bulle apostolique du 8 mars 1429), le pape Martin V fonde l'Universitas Aromatorium Urbis (« Collège des chimistes et herboristes », le toujours actuel Nobile Collegio Chimico Pharmaceutico de Rome), lui conférant le titre de Nobile Collegio, et lui concède l'église, dont les annexes abritent aujourd'hui un  musée où se conserve notamment un protocole de médecine signé du peintre Raphaël. L'église elle-même est donc devenue propriété privée du Nobile Collegio, abritant savants colloques et conférences souvent patronnés par les cardinaux résidant à Rome. A certaines dates (notamment la fête patronale de saint Laurent, le 10 août, et le 8 mars, date de la fondation pontificale de cette Universitas Aromatorium Urbis), le culte est solennellement célébré dans l'église, celle-ci étant toujours consacrée. En dehors de ces rares occasions, sa visite n'est pas autorisée au public et doit faire l'objet d'une demande particulière auprès de l'administration du Nobile Collegio.
En 1536, il est décidé de redonner à l'édifice les proportions et les marques du temple romain original pour la visite de Charles Quint. Pour cela, les chapelles latérales sont remaniées ainsi que divers ornements, et les colonnes extérieures sont à nouveau dégagées de façon à recréer les volumes du temple. En 1602, l'architecte Orazio Torriani (en) réalise les derniers travaux de restructuration en remodelant la nef unique, de style baroque, et les six chapelles latérales, trois par côté.

## Architecture et ornements
L'église abrite au-dessus de son maître-autel une toile de Pierre de Cortone intitulée le Martyre de Saint-Laurent (1646) et la première chapelle sur la gauche accueille une Vierge à l'enfant et saints (1626) du Dominiquin.

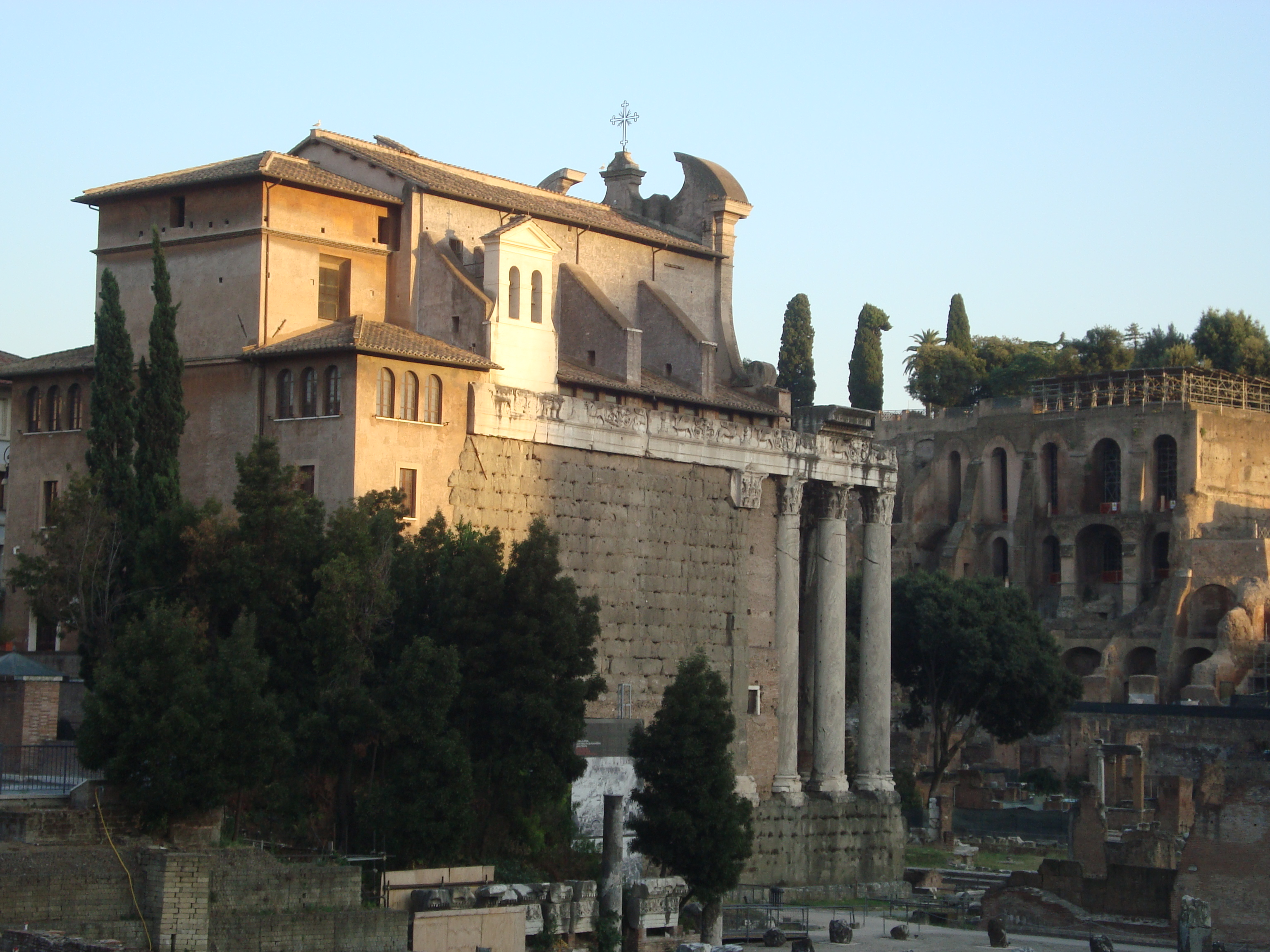
Vue latérale de l'église